# Акон (Ардеш)
Акон (фр. Accons) насеље је и општина у источној Француској у региону Рона-Алпи, у департману Ардеш која припада префектури Турнон сир Рон.
По подацима из 2011. године у општини је живело 433 становника, а густина насељености је износила 43,87 становника/km². Општина се простире на површини од 9,87 km². Налази се на средњој надморској висини од 560 метара (максималној 1.201 m, а минималној 476 m).

## Демографија
| 1962. | 1968. | 1975. | 1982. | 1990. | 1999. | 2011. |
| ----- | ----- | ----- | ----- | ----- | ----- | ----- |
| 218   | 277   | 289   | 378   | 375   | 419   | 433   |

График промене броја становника у току последњих година